# Dorylomorpha insulana
Dorylomorpha insulana är en tvåvingeart som beskrevs av Kuznetzov 1993. Dorylomorpha insulana ingår i släktet Dorylomorpha och familjen ögonflugor. Inga underarter finns listade i Catalogue of Life.